# Dorfkirche Niebede

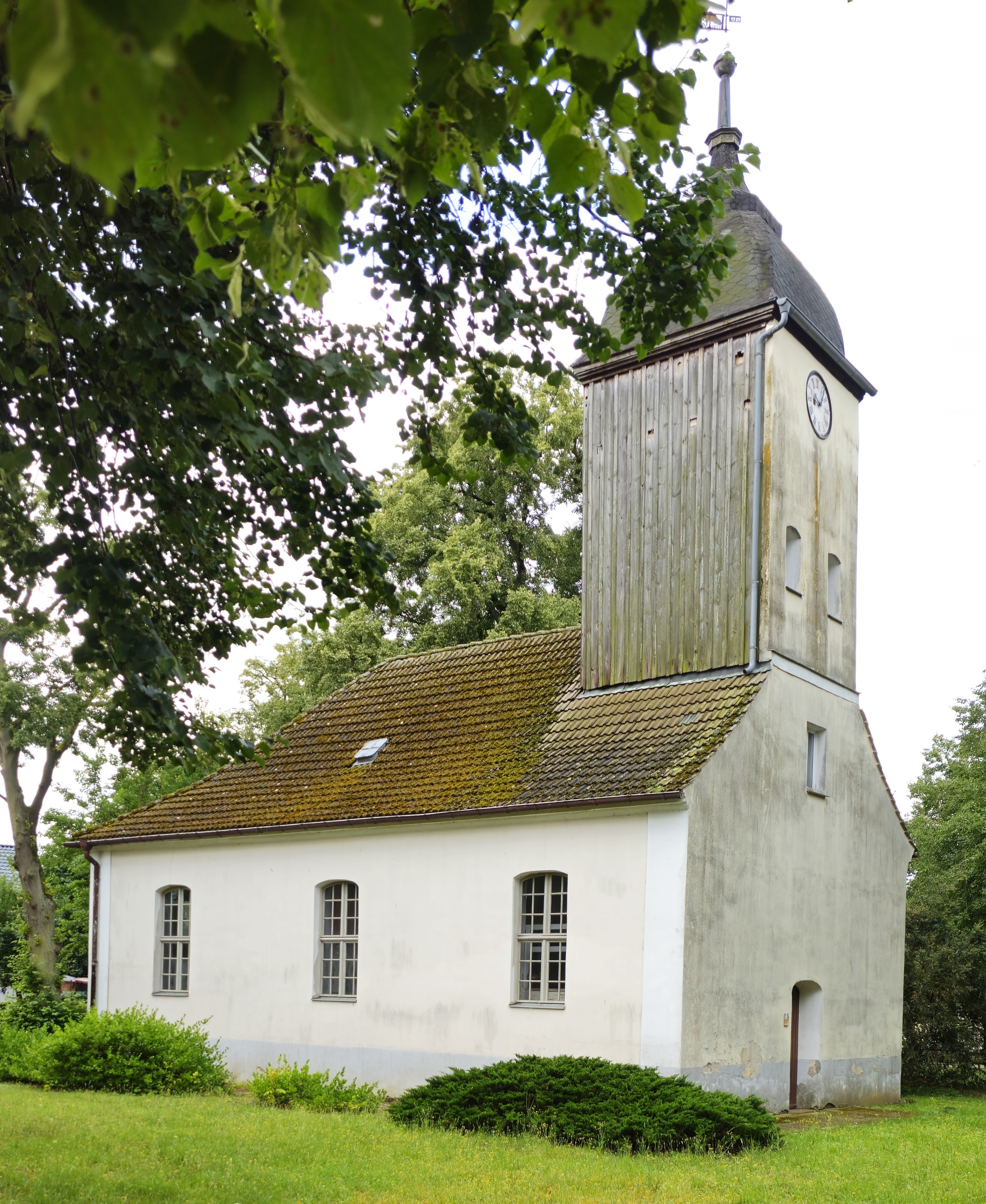
Dorfkirche Niebede

Die evangelische Dorfkirche Niebede ist eine barocke Saalkirche aus dem Anfang des 18. Jahrhunderts in Niebede, einem Wohnplatz im Ortsteil Wachow der Stadt Nauen im Landkreis Havelland im Land Brandenburg. Die Kirchengemeinde gehört zum Kirchenkreis Nauen-Rathenow der Evangelischen Landeskirche Berlin-Brandenburg-schlesische Oberlausitz.

## Lage
Die Straße Am Anger umspannt den historischen Dorfanger. Von ihr führt die Straße An der Schule nach Westen und umläuft ein ellipsenförmiges Grundstück, auf dem die Kirche steht. Die Fläche ist leicht erhöht und bis auf ein gemauertes Portal nicht eingefriedet.

## Geschichte
Aus Urkunden ist überliefert, dass es bereits im Jahr 1179 in Nybede eine Kirche gab, die dem Domstift Brandenburg zugehörig war. Über ihr Schicksal ist bislang nichts bekannt. Im Jahr 1275 gab es einen weiteren Nachweis, nachdem der Ort 30 Hufen groß war und dem Pfarrer hiervon vier abgabenfreie Pfarrhufen zustanden. Es muss demnach bereits (mindestens?) eine Kirche gegeben haben.
Die heutige Kirche entstand Anfang des 18. Jahrhunderts (auf einem Vorgängerbau?). Die Wetterfahne zeigt die Jahreszahl 1754 an und könnte das Datum eines umfassenden Um- oder auch eines Neubaus sein. Zahlreiche Gegenstände der Kirchenausstattung sind älteren Datums. Im Jahr 1837 erfolgte eine umfangreiche Sanierung. Im Ersten Weltkrieg musste die Kirchengemeinde die bronzenen Glocken im Zuge einer Metallspende des deutschen Volkes abgeben, sie erwarb 1923 neue Glocken aus Gussstahl.

## Baubeschreibung
Das Bauwerk wurde im Wesentlichen aus Mauersteinen errichtet, die anschließend verputzt wurden. Der Chor ist gerade und nicht eingezogen. Seine Ecken werden durch seitlich angebrachte Lisenen betont. Mittig ist eine schlichte und korbbogenförmige Pforte. Oberhalb sind an der nördlichen und südlichen Fassadenseite je ein korbbogenförmiges Fenster.
Das Kirchenschiff hat einen rechteckigen Grundriss. An der Nord- und Südseite des Langhauses sind jeweils drei ebenfalls korbbogenförmige Fenster. Das Bauwerk kann durch eine weitere, gedrückt-segmentbogenförmige Pforte von Westen her betreten werden. Die übrige Westwand ist fensterlos, lediglich im Giebel ist ein kleines, hochrechteckiges Fenster. Das Schiff trägt ein schlichtes Satteldach, das nach Osten hin abgewalmt ist.

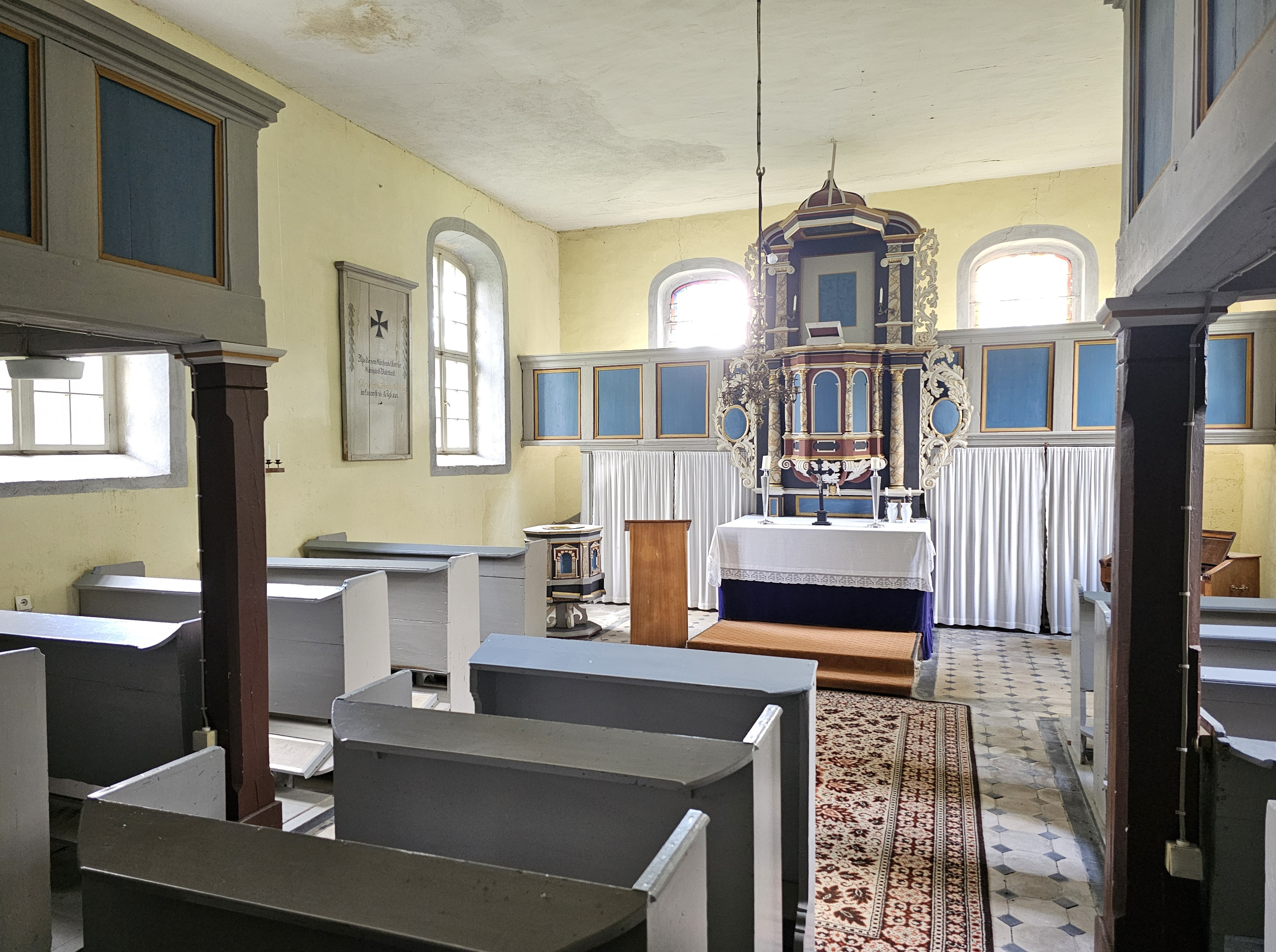
Innenraum

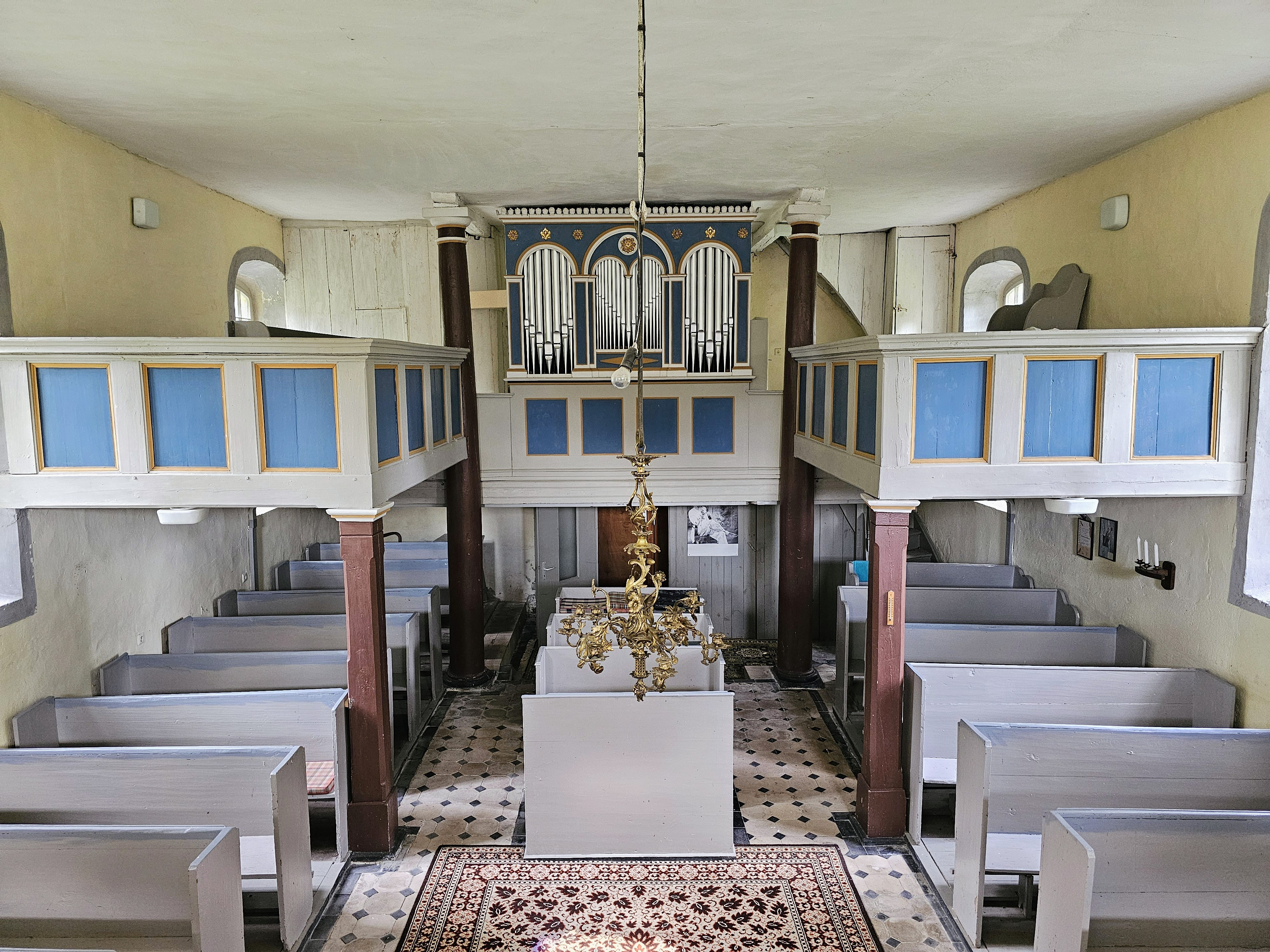
Blick von Kanzel zu Orgel

Darüber erhebt sich der Kirchturm. Er hat an seiner Westseite zwei kleine, ebenfalls gedrückt-segmentbogenförmige Klangarkaden. Darüber ist eine Turmuhr. Die übrigen drei Seiten sind verbrettert. An der Ostseite ist eine weitere Klangarkade sowie darüber eine Turmuhr. Der Kirchturm schließt mit einer geschweiften Turmhaube sowie einer Wetterfahne ab.

## Ausstattung
Der barocke Altar besteht aus einem säulenförmigen Aufbau, der seitlich mit flachen Schnitzwangen ausgestattet ist. Sie sind mit Akanthus verziert, die je ein Medaillon umfassen. Dazwischen befindet sich der polygonale Kanzelkorb, der in blau-braunen Tönen gehalten ist. Oberhalb ist ein schlichter Schalldeckel. Das Werk entstand im Jahr 1712 durch den Meister Frentsche aus Ketzin. Er schuf auch die hölzerne Fünte. Sie ist sechseckig und mit Pilastern verziert. Dazu gehört eine Taufschüssel, die im Jahr 1701 aus Messing entstand. Die Stiftung zeigt einer Darstellung der Verkündigung des Herrn. Auf der Hufeisenempore steht im Westen eine Orgel, die Gottfried Wilhelm Baer im Jahr 1865 schuf. Sie verfügt über sechs Register auf einem Manual und angehängtem Pedal. Im Turm hängen zwei Glocken mit den Inschriften: „Gott gib Frieden deutschem Lande / Schutz und Wohlstand jedem Stande / Gott zur Ehre“.